# Courcelles-Epayelles
 Courcelles-Epayelles  es una población y comuna francesa, en la región de Picardía, departamento de Oise, en el distrito de Clermont y cantón de Maignelay-Montigny.

## Demografía
| 140 | 153 | 138 | 130 | 151 | 141 |
| Para los censos de 1962 a 1999 la población legal corresponde a la población sin duplicidades (Fuente: INSEE [Consultar]) |     |     |     |     |     |